# 生田敬太郎
生田 敬太郎（いくた けいたろう、1948年10月17日 - ）は、日本のフォークシンガー、ロッキングブルース歌手。

## 略歴
山口県生まれ・神戸市育ち。1971年エレックレコードから、1stアルバム『この暗い時期にも』生田敬太郎＆マックスでデビュー。
泉谷しげる、古井戸、ピピ&コット、佐藤公彦、とみたいちろう、海援隊らと、唄の市コンサートに出演。
1972年、三保敬太郎プロデュースの2ndアルバム『24+37』をリリース。
1973年、アレンジャーに矢野誠等、演奏にスモーキー・メディスン抜粋メンバー等を迎えて、3rdアルバム『風の架け橋』をリリース。
1975年、テイチクレコードから、Char、佐藤準等を迎え4thアルバム『凱旋』を発表。
1976年、なぎら健壱が友人たちを集めてレコーディングしたライヴアルバムに、タモリ、友部正人、高田渡、斉藤哲夫、渡辺勝、大塚まさじらと参加。
1990年代後半から本格的に活動再開して旧知の斉藤哲夫との連名アルバム『生田敬太郎＆斉藤哲夫』をFFAから発表。ライヴ活動も再開。
2008年コロムビアミュージックエンタテイメント（現・日本コロムビア）から、『息吹　生田敬太郎 and the Mole's Soul』をリリース。永年の想いを録す。
　
- 2010年　長年自宅で録音をした音源をまとめた「OUTLET」をMiminoko Proより配信開始。

- 現在　藤田厚史(eg)とともに「生田敬太郎 unit」として活動中。

後輩の海援隊が、ファースト収録の「僕の唄」を『誰もいないからそこを歩く』（1980年）でカヴァーしている。
2011年2月14日、『およげ!たいやきくん』のセルフ・カヴァーを発売した。

## エピソード
子供向け番組ひらけ!ポンキッキの「およげ!たいやきくん」のオリジナル歌手であった（同番組では生田は他に「おとなもなやみがあるんだな」を歌っている）。

## 音楽

### アルバム
- この暗い時期にも（1971年6月25日、エレックレコード、ELEC-2008）
- 唄の市　組曲「男・男・男」（1972年3月10日、Victor、SF-1019）-　オムニバスライヴ・アルバム
- 24+37（1972年4月25日、エレックレコード、ELEC-2017）
- 野音　唄の市（1972年、エレックレコード、ELW-3002）-　オムニバスライヴ・アルバム
- 風の架け橋（1973年、エレックレコード、ELEC-2028）
- 凱旋（1975年、テイチクレコード、CF-5002）
- 生田敬太郎＆斉藤哲夫（2000年8月7日、ダイキサウンド、FFAC-1005 ）
- 息吹　生田敬太郎 and the Mole's Soul（2008年4月23日、日本コロムビア）
- OUTLET Miminoko Pro（2010）

## 関連ミュージシャン
- よしだよしこ
- Kaz 南沢
- Kazz Ishizaka
- Testu Nakamura
- 和久井光司
- 田代ともや
- 佐藤龍一